# Мизівська сільська рада
| Мизівська сільська рада — орган місцевого самоврядування у Старовижівському районі Волинської області з адміністративним центром у с. Мизове. Водоймища на території, підпорядкованій даній раді: річка Мизівка. Сільській раді підпорядковані населені пункти: - с. Мизове |

## Склад ради
Рада складається з 14 депутатів та голови.

### Керівний склад ради
| ПІБ                      | Основні відомості                                                 | Дата обрання | Дата звільнення |
| ------------------------ | ----------------------------------------------------------------- | ------------ | --------------- |
| Лисик Сергій Миколайович | Сільський голова, 1965 року народження, освіта, безпартійний      | 26.03.2006   | 31.10.2010      |
| Сарапін Тетяна Іванівна  | Сільський голова, 1966 року народження, освіта вища, позапартійна | 31.10.2010   |                 |

Примітка: таблиця складена за даними джерела

## Населення
Згідно з переписом УРСР 1989 року чисельність наявного населення сільської ради становила 1185 осіб, з яких 546 чоловіків та 639 жінок.
За переписом населення України 2001 року в сільській раді мешкали 1074 особи.

### Мова
Розподіл населення за рідною мовою за даними перепису 2001 року:
| Мова       | Відсоток |
| ---------- | -------- |
| українська | 99,73 %  |
| російська  | 0,18 %   |
| білоруська | 0,09 %   |